# 戦闘国家
『戦闘国家』（せんとうこっか）は、1995年にソリトンソフトウェアにより開発されソニー・コンピュータエンタテインメントより発売されたウォー・シミュレーションゲームのシリーズである。

## 概要
六角形のマス（ヘクス）で区切られたマップ上に自国陣営都市で生産した兵器ユニットを展開し、敵陣営の首都である都市を占領又は破壊すれば勝利、というのが基本ルールである。
兵器ユニットには大きく分けると航空機（ヘリコプター）、戦車等陸上兵器、艦船、潜水艦の4種があり、それぞれF-15戦闘機やB-52戦略爆撃機、アーレイバーク級駆逐艦など実在の現代兵器が登場する。
ゲームは2～3陣営が順に兵器ユニットを動かすターン制を採用している。基本ルールは先行の同種シミュレーションゲームである大戦略シリーズを基調としており似通っているが、最大の売りである相手兵器ユニットが自国攻撃ユニットの迎撃範囲内に入ると自動的に迎撃攻撃を行う「迎撃システム」や、兵器ユニットごとに行動力というものが設定されており、その範囲内で攻撃や移動を繰り返すことが可能な「行動力システム」などの独自のシステムを採用しているため、一時はかなりの人気を博していた。

## シリーズ
- 戦闘国家 エアランドバトル（PlayStation、1995年12月1日、SCEI/ソリトン）
- PlayStation The Best 戦闘国家 エアランドバトル（PlayStation、1996年11月22日、SCEI/ソリトン）
- 戦闘国家-改-インプルーブド（PlayStation、1997年4月11日、SCEI/ソリトン）
- PlayStation The Best 戦闘国家-改-インプルーブド（PlayStation、1999年9月14日、SCEI/ソリトン）
- グローバルフォース 新・戦闘国家（PlayStation、1999年3月11日、SCEI ゲームアーカイブス2006年12月21日 レイティング - CERO：A（全年齢対象））
  - 概要：当ゲームはこれまでの二作を合わせ、テンポの良い音楽と重厚でリアリティの高い世界観でのストーリーを通じてウォー・シミュレーションが楽しめる、シリーズの集大成となっている。
  - あらすじ：かつてのパワーバランスが崩れ、混迷を深めた世界。平和維持の基盤となっていた国際社会システムは完全にその機能を失い、混乱する国際情勢は世界の調和と均等を重んじる自由主義国家群「自由連合勢力」、旧来の経済システムから脱却できないかつての大国群「連邦勢力」、武力を外交の主要手段として用いる国家群「軍政連合勢力」の対立する3勢力を生み出した。その中でも軍政連合勢力が国際情勢の混乱に乗じて着々と軍備増強を進めた結果、その影響で世界各地で紛争が頻発し、世界は極度の緊張状態にあった。事態を憂慮した自由連合勢力は、紛争当事国の要請に応じて様々な兵力を派遣し、紛争の早期解決を図る国際組織「国際紛争調停機構（International Peace Operation Committee）」を設立。プレイヤーはその実戦部隊である超国家的軍隊「グローバルフォース（調停機構軍）」の指揮官となり、世界各地で起こる紛争の解決に当たることとなる。
  - ゲームモード
    - 調停活動：メインとなるゲームモード。プレイヤーは調停機構軍の指揮官として、世界各地で勃発する紛争の解決に当たる。全6章で構成。
    - 短期作戦：様々なマップにおいて敵陣営と戦う。また、調停活動でクリアしたマップは順次ここに追加され、いつでも遊ぶことができる。
    - 世界情勢：3勢力の状況を表示する。勢力の状況は調停活動の進行状態によって変化するようになっている。

  - 設定・世界観：世界地図はほぼ地球のそれに近く、実在する都市が登場するため、プレイヤーが世界観を意識しやすい作りになっている。また、劇中に登場する国家及び勢力は全て架空の名称だが、その設定や兵器の生産型からモデルとなった国家及び勢力を容易に類推することができる。なお、すべての調停を完了した際にエンディングで発せられるプレイヤーに対する「問いかけ」は、2020年代に入っても考えさせられるものであり、現実世界を如実に現わしているといえる。
  - 主要勢力
    - 自由連合勢力：各国が自由を尊重し世界秩序を維持しようとする勢力。国際紛争調停機構の設立母体でもある。
      - 自由連合：自由連合勢力の盟主。強力な軍事力を有し、世界の警察官を自負している。
      - 共和国：数十年前に大陸連合より独立した小国。しかし大陸連合はその独立を承認しておらず、現在も国境付近で大陸連合との緊張状態が続いている。
      - 北部王国：伝統を重んじる歴史ある王国。大陸の紛争に対して不干渉主義を取っていたが、軍政権国勢力の強大化により政策転換を迫られている。
      - 砂漠国：軍政権国と歴史的に対立し、実際に何度も紛争を繰り返してきた砂漠地帯の小国。自由連合と北部王国の強い支援を受けている。
      - 列島国：極東地帯にある島国。歴史的背景により東方連邦との間に軋轢がある。専守防衛を掲げているが、軍備増強を進めてもいる。

    - 連邦勢力：旧来の社会システムを維持しているかつての大国勢力。その政治思想の違いから自由連合勢力・軍政権国勢力双方と対立している。
      - 中央連邦：連邦勢力の盟主。自由連合に劣らない軍事力を有していたが、経済の混乱により国力が低下している。
      - 東方連邦：豊富な地下資源を有するが近代化が遅れている大国。中央連邦とは同盟関係にあるが、中央連邦の国力低下に伴いその関係にも亀裂が生じている。

    - 軍政連合勢力：国際問題の解決策として軍事力の行使を躊躇しない国家で構成される勢力。現在、自由連合勢力・連邦勢力双方と敵対関係にある。
      - 軍政権国：その強力な軍事力を外交の手段とする国家。豊富な地下資源を資金源になお軍事力を増強しており、その拡大は留まる気配を見せていない。南部国北東部に帝国主義の遺物ともいえる植民地を保有している。
      - 大陸連合：大陸西岸を支配する歴史ある大国。経済水準、技術水準共に高く、軍政権国を経済・技術双方の面から支援している。

    - 南部国：南部大陸に位置する発展途上国。その歴史は浅く、自由連合勢力の支援の下、民主的な政府によって開発が進められている。北東部において軍政権国植民地と国境を接しており、国境付近の地下資源地帯の領有を巡って軍政権国と対立していたが、軍政権国植民地領内の資源採掘所における大規模爆発を「南部国ゲリラの犯行」と一方的に断定した軍政権国によって「安全保障の為」と称した軍事侵攻を受ける。この突然の侵攻により為す術もなく蹂躙され、社会生活・経済活動が麻痺状態に陥ったことから、国際紛争調停機構の初実戦として、調停機構軍が派遣されることとなる。
- 戦闘国家-改- NEW OPERATIONS（PlayStation 2、2005年3月31日、角川書店）
- 戦闘国家・改 -LEGEND-（PlayStation 2、2007年6月21日、ソリトン）

## 評価
『戦闘国家 エアランドバトル』はファミコン通信クロスレビューでは6、7、6、6の25点。レビュアーはコンセプトは初期の大戦略のようだがストーリーやイベントはなく消耗戦が顕著だが戦闘のみを楽しみたいSLG上級者向け、開発など流行を取り入れこの手のゲームが好きな人が作った雰囲気を感じる、迎撃システムにより理不尽な負け方が減り操作はフレンドリーで初心者にもその気があれば十分プレイできるが、戦闘時のムービーは格好いいがロードに10秒以上かかるのに閉口してしまい簡易モードでは本作の持ち味がなくなってしまうとした。
一般的に三作目の『グローバルフォース』が最も人気があり、シリーズ集大成と言われている。一方で二作目の『改』も一部では熱狂的な支持があるが、四作目、五作目のソフトはどういう訳か二作目の『改』をベースに作られて模倣されているため、何故かPS2版にもかかわらずグラフィックが荒かったり、さらには改悪が施されていたり（例えば敵が単なる初期配置の物量作戦だったりなど）して、評判は散々であった。この大幅な売上、評価の下方修正がこのシリーズの運命を大きく変化させ、現在に至るまで次作は予定されていない。